# 駱顒
駱顒（1496年—1560年），字君孚，號石溪，四川敘州府富順縣人，民籍。

## 生平
治《詩經》，行一，由國子生中式四川鄉試第五十五名舉人，年二十八歲中式嘉靖二年（1523年）癸未科會試第四十八名，第二甲第一百十四名進士。历官河南按察司佥事，十六年（1537年）四月升云南布政司右参议，累遷贵州副使、湖广左参政，二十三年十一月升廣東按察使，二十四年十二月升山东右布政使，轉左布政，二十七年十二月升都察院右副都御史、巡抚山东，二十八年七月升大理寺卿，二十九年三月充殿试读卷官，升南京户部右侍郎，八月轉左侍郎，三十年六月改户部左侍郎、总督漕运兼巡抚凤阳，三十一年三月南京广东道御史金濠弹劾他与原任山东巡抚王积各驽病失职，诏解顒任听调。

## 家族
曾祖駱思全。祖父駱本政，壽官。父駱清高。前母宋氏、戴氏；母羅氏。慈侍下。弟駱頌。